# نواه سبينس
نواه سبينس (بالإنجليزية: Noah Spence)‏ هو لاعب كرة قدم أمريكية أمريكي، ولد في 8 يناير 1994 في فيلادلفيا في الولايات المتحدة.

## وصلات خارجية
- نواه سبينس على موقع مرجع كرة القدم المحترفة.كوم (الإنجليزية)